# Earth Impact Database
Earth Impact Database este sursa pentru informațiile privind structurile de impact sau craterele meteoritice. Acest program a fost inițiat în 1955 de către Observatorul Dominion, Ottawa, sub conducerea lui Dr. Carlyle S. Beals. În prezent, este menținut ca o sursă de non-profit pentru informații la Planetariul și Centrul de Știință Spațială de la Universitatea din New Brunswick, Canada.

## Impacte confirmate
Baza de date afișează în prezent (31 decembrie 2012) 183 situri de impact confirmate.